# Biển mây

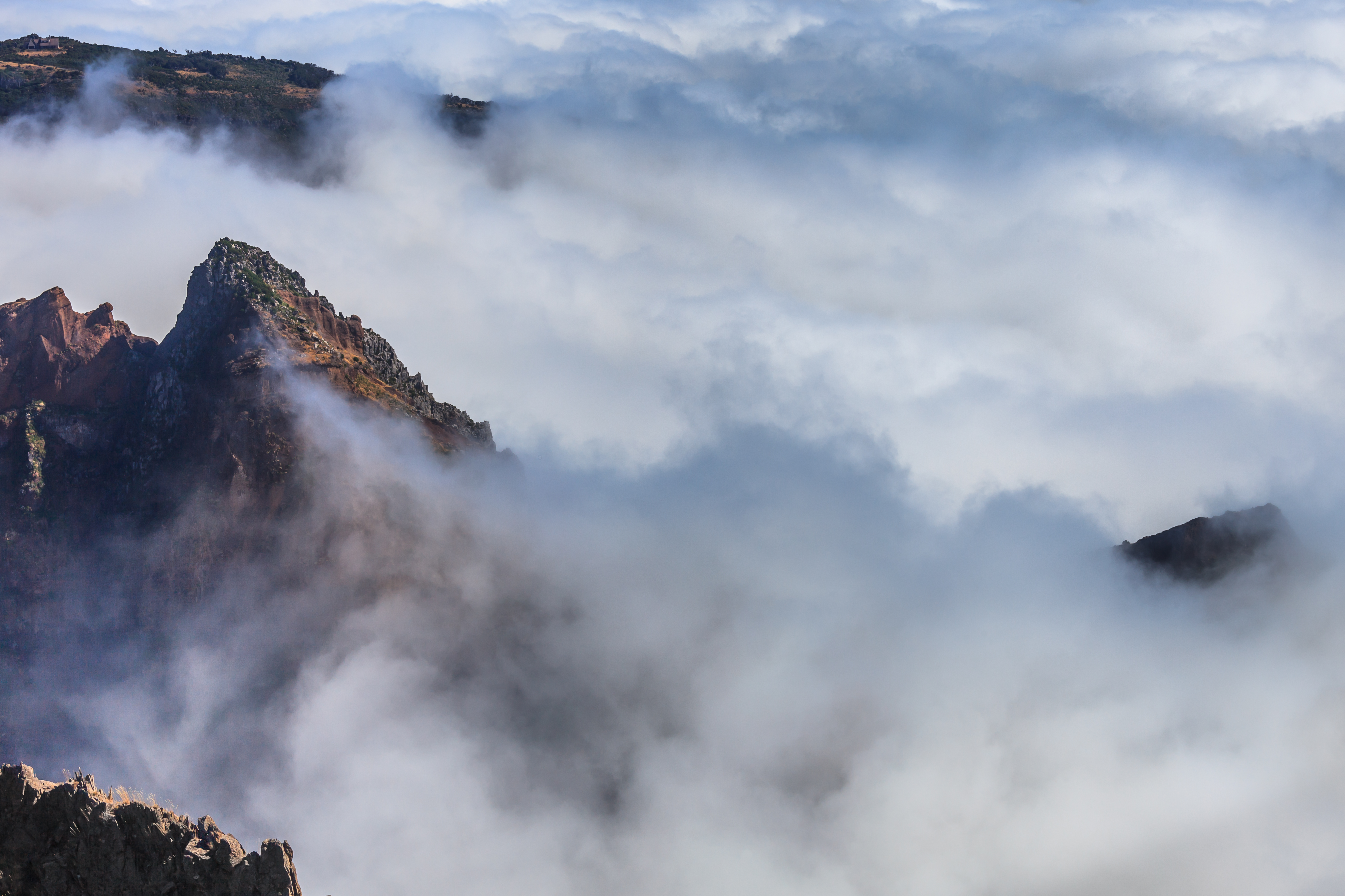
Biển mây ở núi Pico do Arieiro, đảo Madeira, Bồ Đào Nha

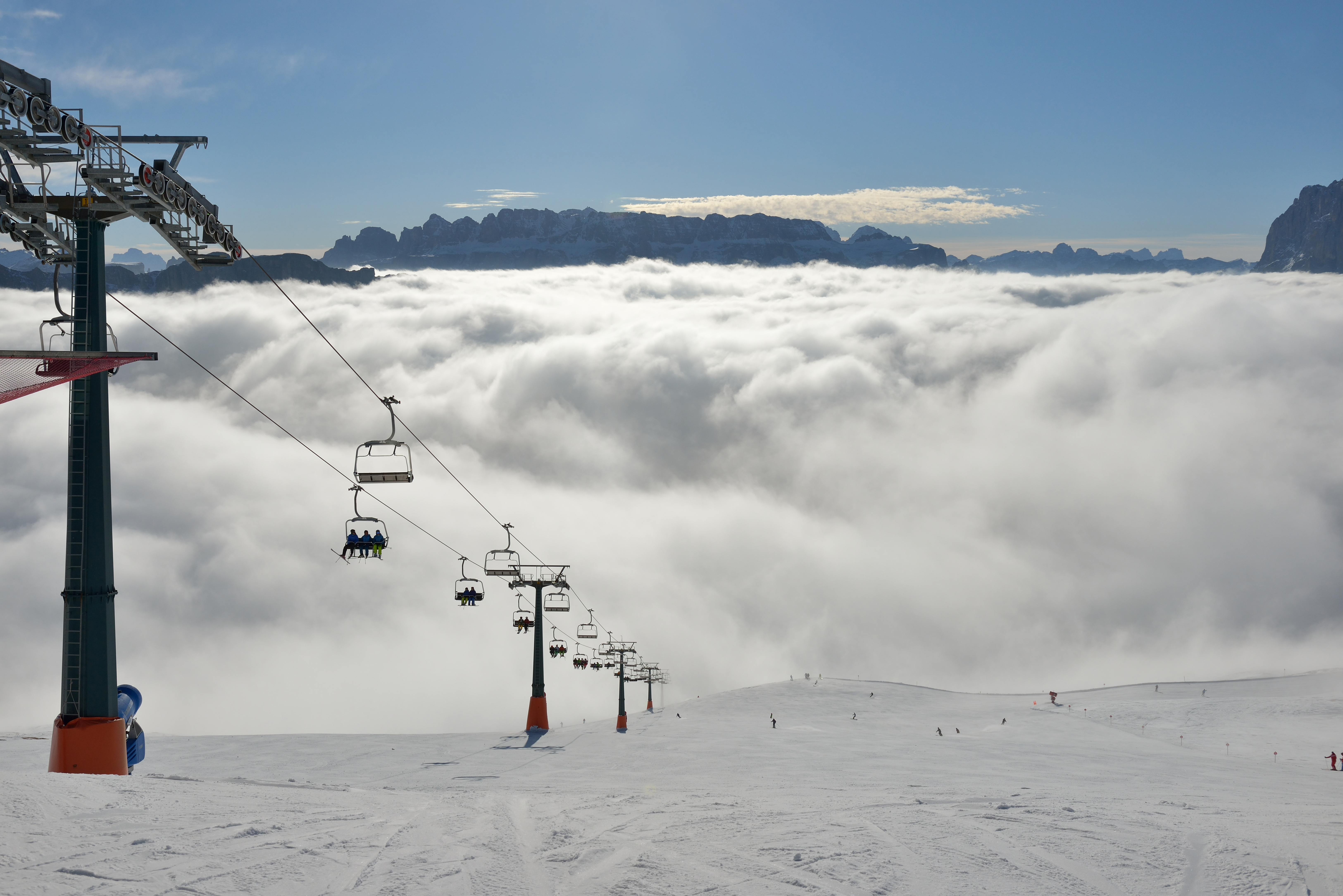
Biển mây ở khu trượt tuyết tại núi Seceda cao 2519 ở Nam Tirol

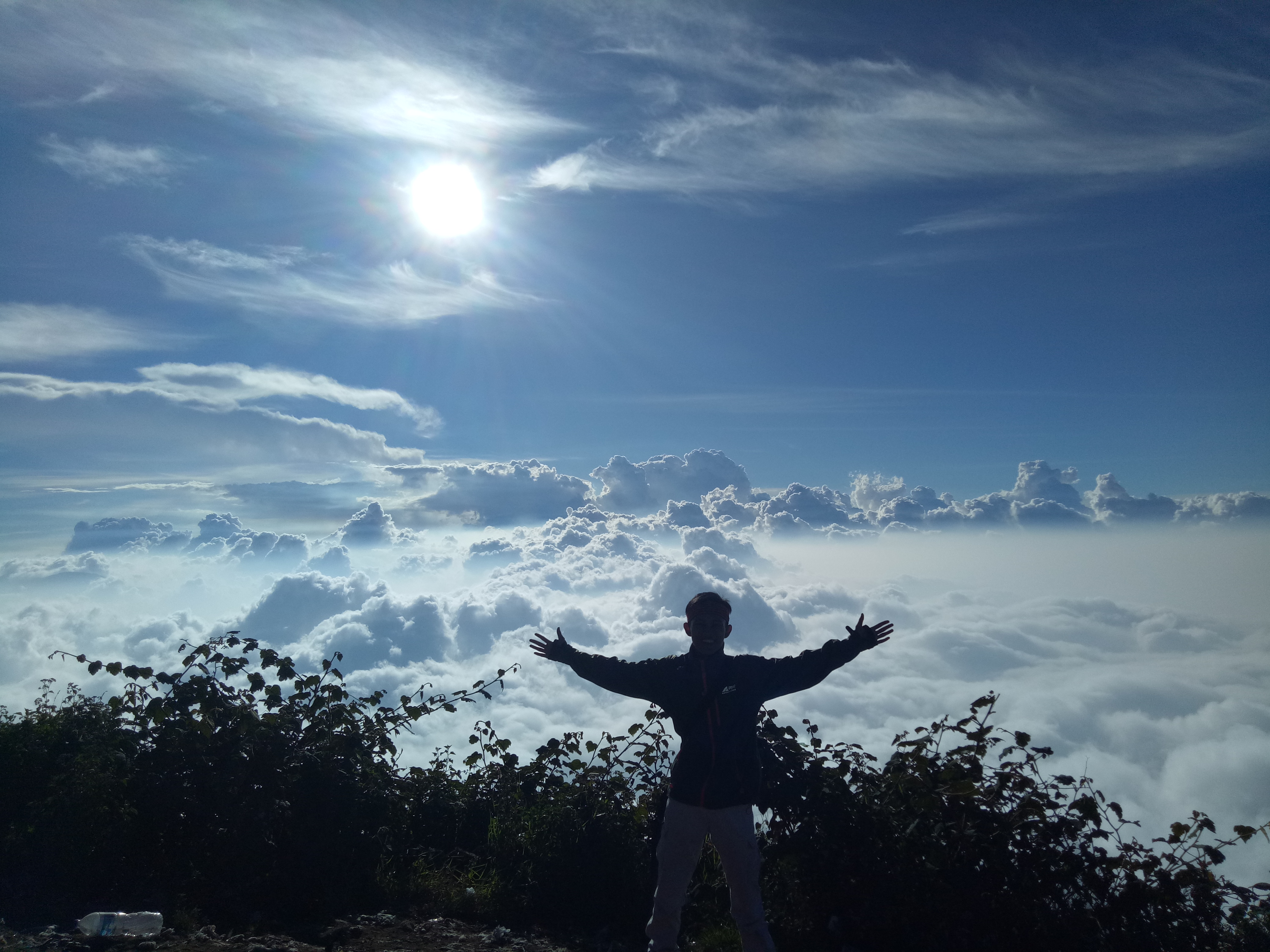
Núi Cikuray, Philippines

Biển mây là sự xuất hiện của bề mặt trên của một lớp mây cho thấy các gợn sóng có độ dài rất khác nhau hoặc là một lớp mây mờ được nhìn từ trên cao với đỉnh tương đối đều, với những áng mây trắng nhấp nhô như sóng biển trải dài tới tận chân trời và độ dài các gợn sóng rất khác nhau. Một biển sương mù bao gồm các tầng mây hoặc sương mù và không có gợn sóng.
Trong cả hai trường hợp, hiện tượng này trông rất giống với đại dương mở. Sự so sánh thậm chí còn hoàn thiện hơn nếu một số đỉnh núi nổi lên trên các đám mây, do đó giống như các hòn đảo.
Săn biển mây hoặc săn mây là từ ngữ được cộng đồng du lịch hoặc "phượt thủ" tại Việt Nam nhắc đến nhiều trong thời gian gần đây, gọi là săn vì khoảng khắc biển mây chỉ hiện ra trong vài phút, phải nhanh nắm bắt.

## Sự hình thành
Một biển mây hình thành nói chung trong các thung lũng hoặc trên biển trong điều kiện khối không khí rất ổn định, như lúc đảo ngược nhiệt độ. Độ ẩm sau đó có thể đạt đến bão hòa và ngưng tụ dẫn đến đám mây phân tầng rất đồng đều, đám mây tầng hoặc sương mù. Trên lớp này, không khí phải khô. Đây là một tình huống phổ biến ở khu vực áp suất cao với việc làm mát bề mặt bằng cách làm mát bức xạ vào ban đêm vào mùa hè, hoặc không khí lạnh vào mùa đông hoặc trong một lớp nước biển.

## Sử dụng trong nghệ thuật

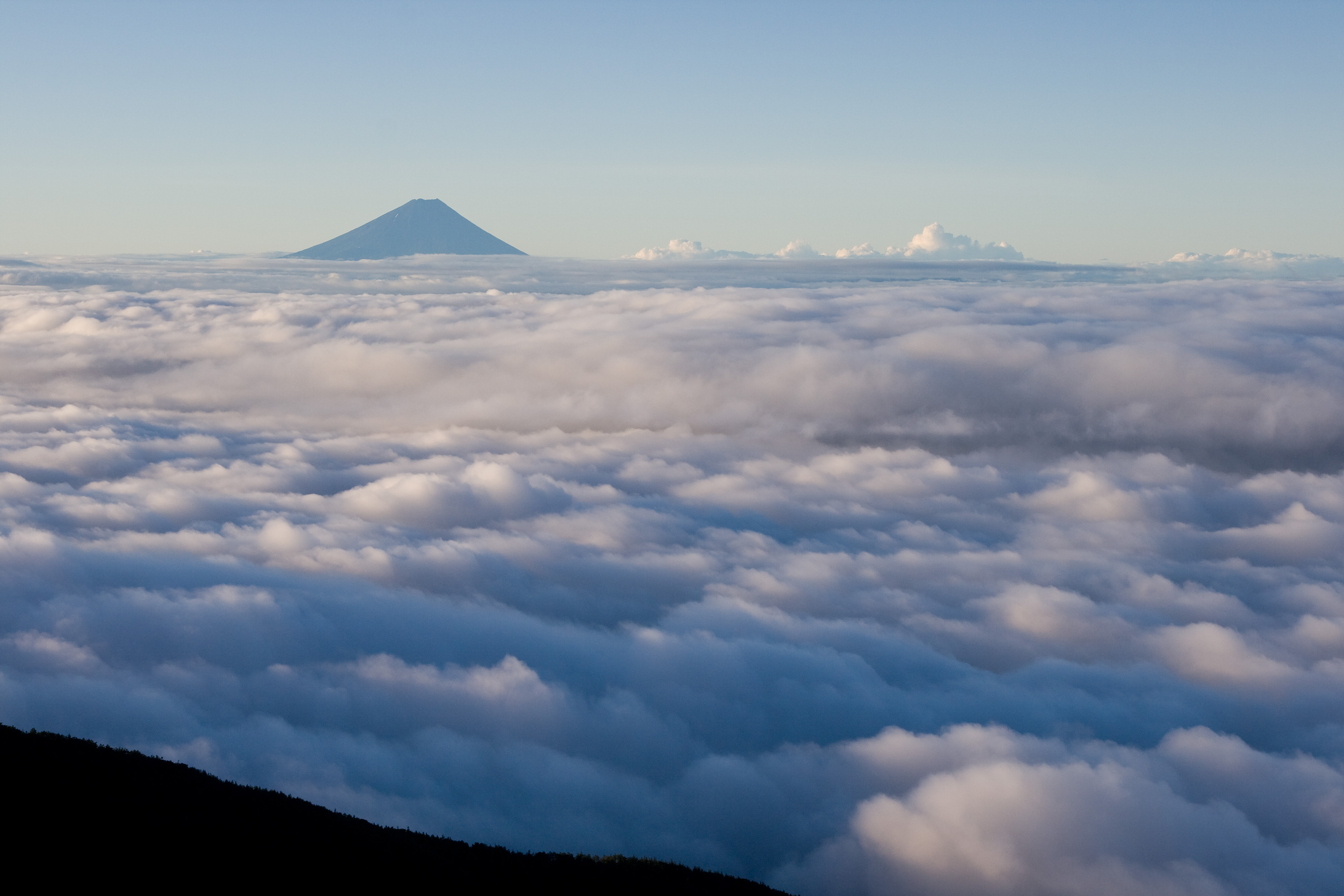
Núi Phú Sĩ trên biển mây, nhìn từ núi Yatsugatake

- Thuật ngữ Biển mây (雲海, Hán Việt vân hải) là một thuật ngữ thơ ca của Trung Quốc cho môi trường xung quanh đỉnh núi, chẳng hạn như tại Hoàng Sơn.[4]

Như trong bài thơ Đồng Kim thập nhất Bái Ân du Thê Hà tự vọng Quế Lâm chư sơn (Cùng Kim Bái Ân đi chơi chùa Thê Hà ngắm núi Quế Lâm) của Viên Mai đời nhà Thanh có câu:
Xuất huyệt đăng cao vọng chúng sơn,
Mang mang vân hải truỵ nhãn tiền.
Dịch nghĩa:
Ra khỏi động lên cao nhìn mọi núi
Mênh mông biển mây nằm dưới chân.
- Kẻ lãng du trên biển sương mù là một bức tranh sơn dầu được sáng tác vào năm 1818 bởi nghệ sĩ lãng mạn người Đức Caspar David Friedrich miêu tả hiện tượng này.

## Hình ảnh

Tà Xùa, Sơn La, Việt Nam
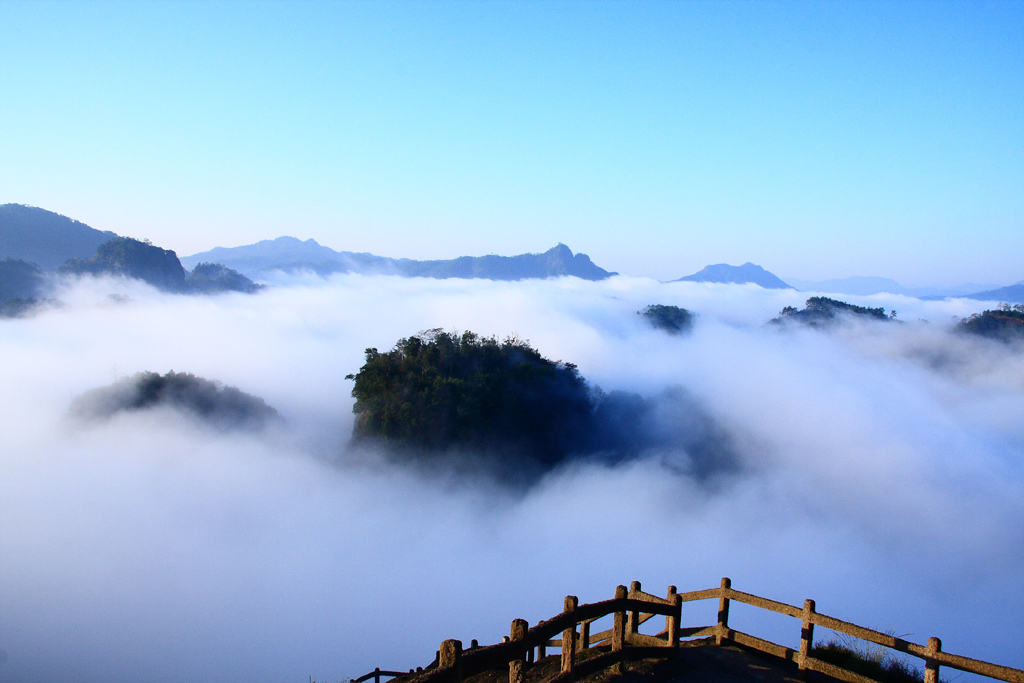
Vũ Di Sơn, Nan Bình, Phúc Kiến
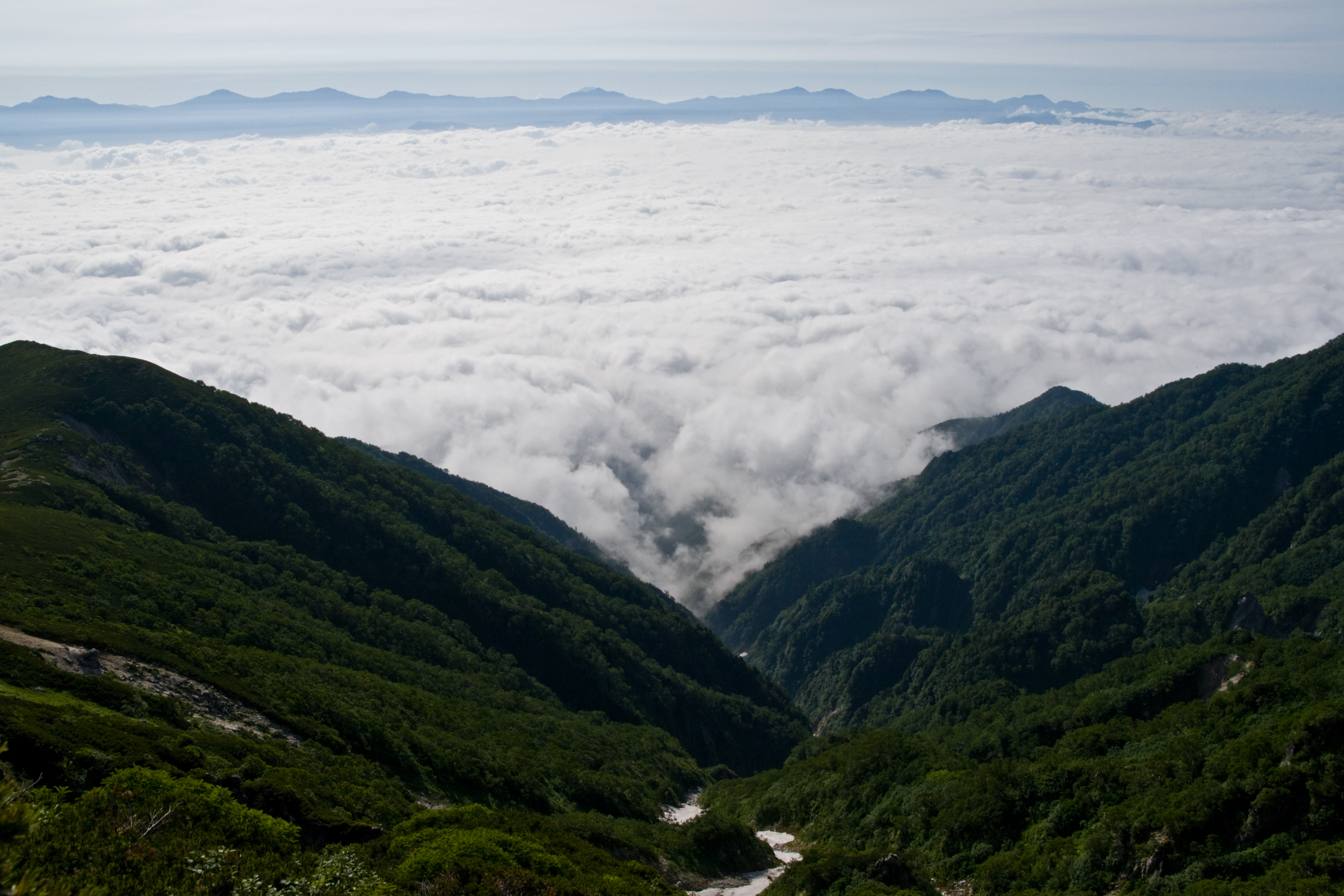
Núi Utsugidake, Nagano, Nhật Bản
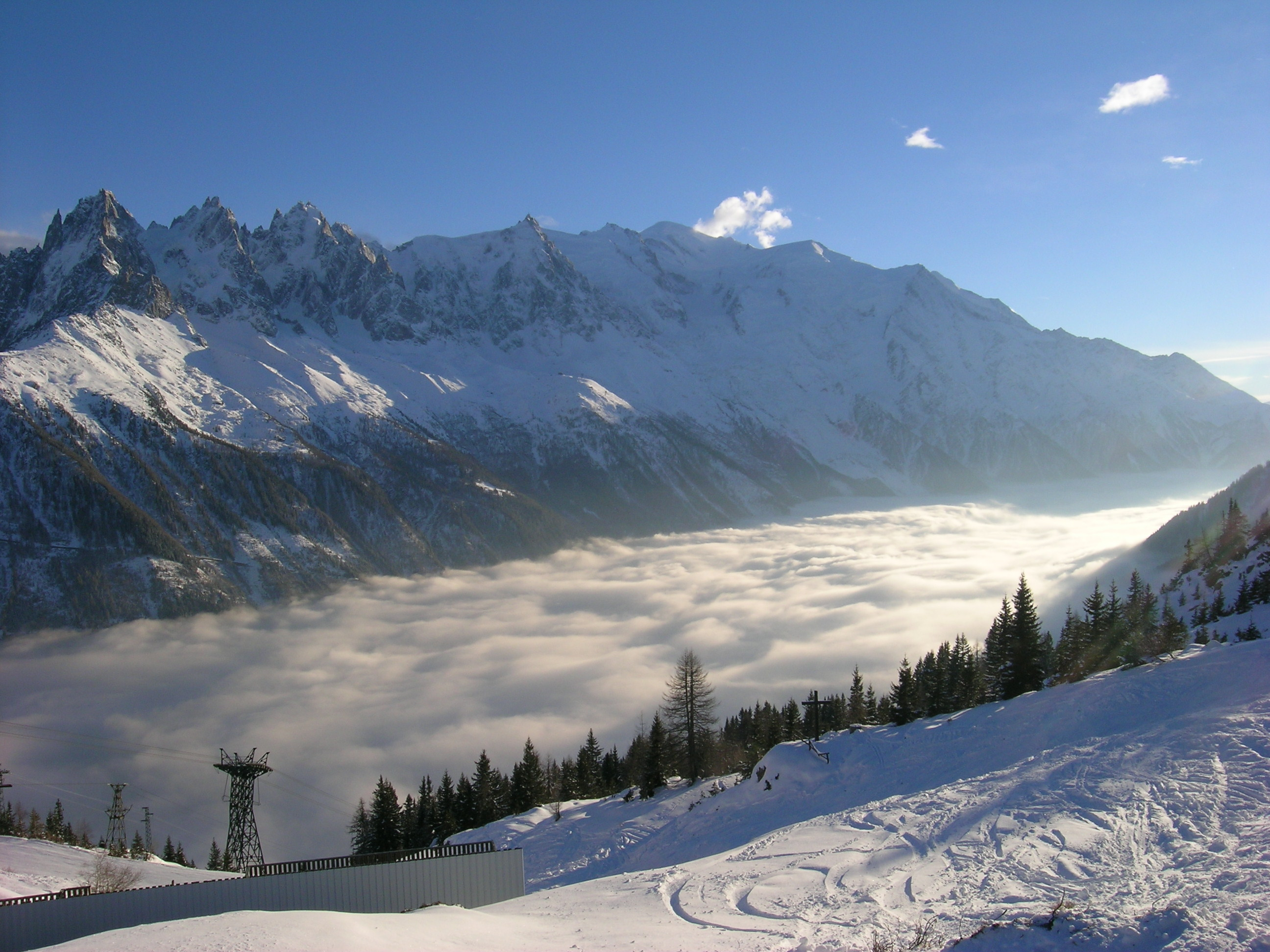
Biển mây ở Chamonix
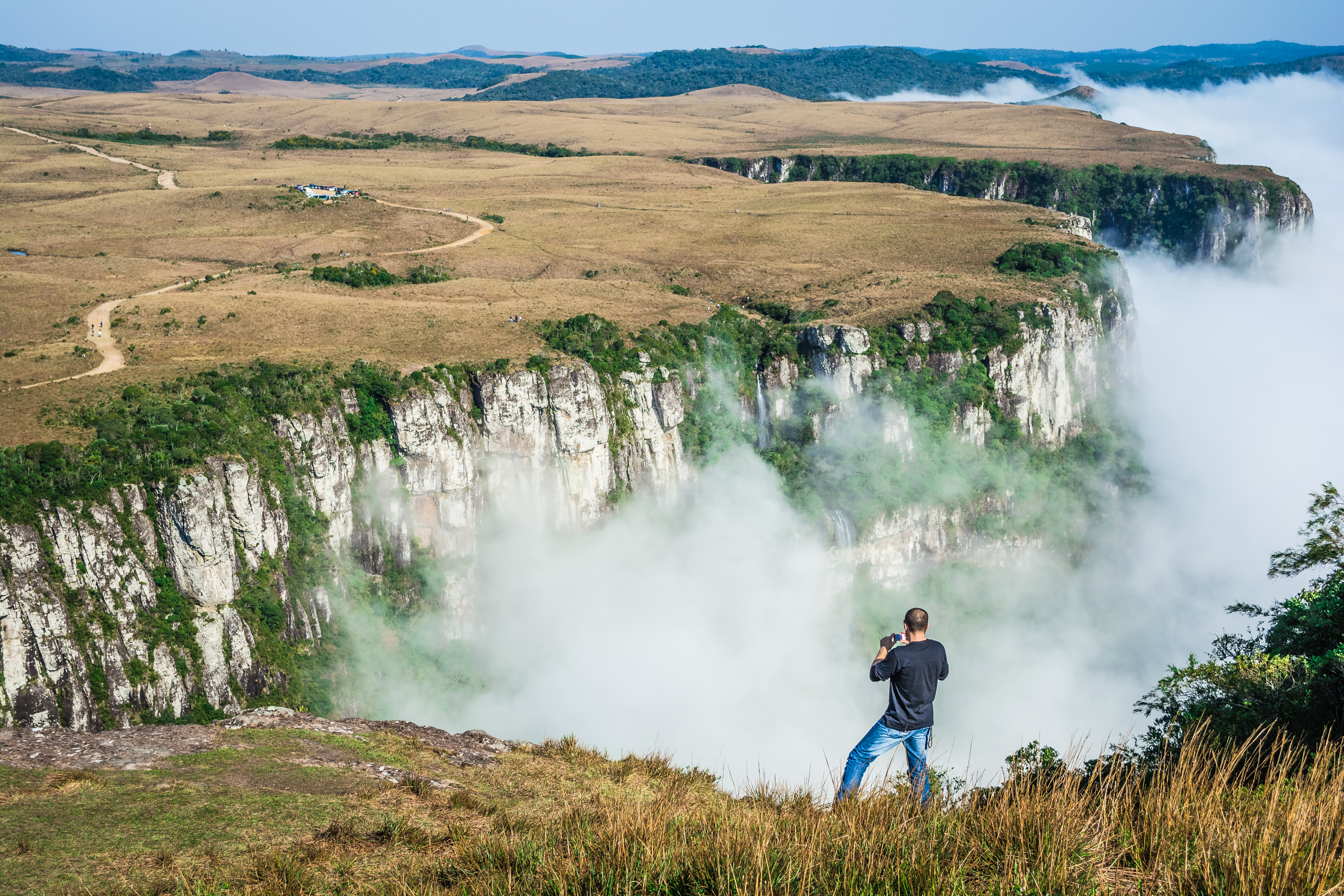
Canion Fortaleza, Vườn quốc gia Aparados da Serra, Brazil
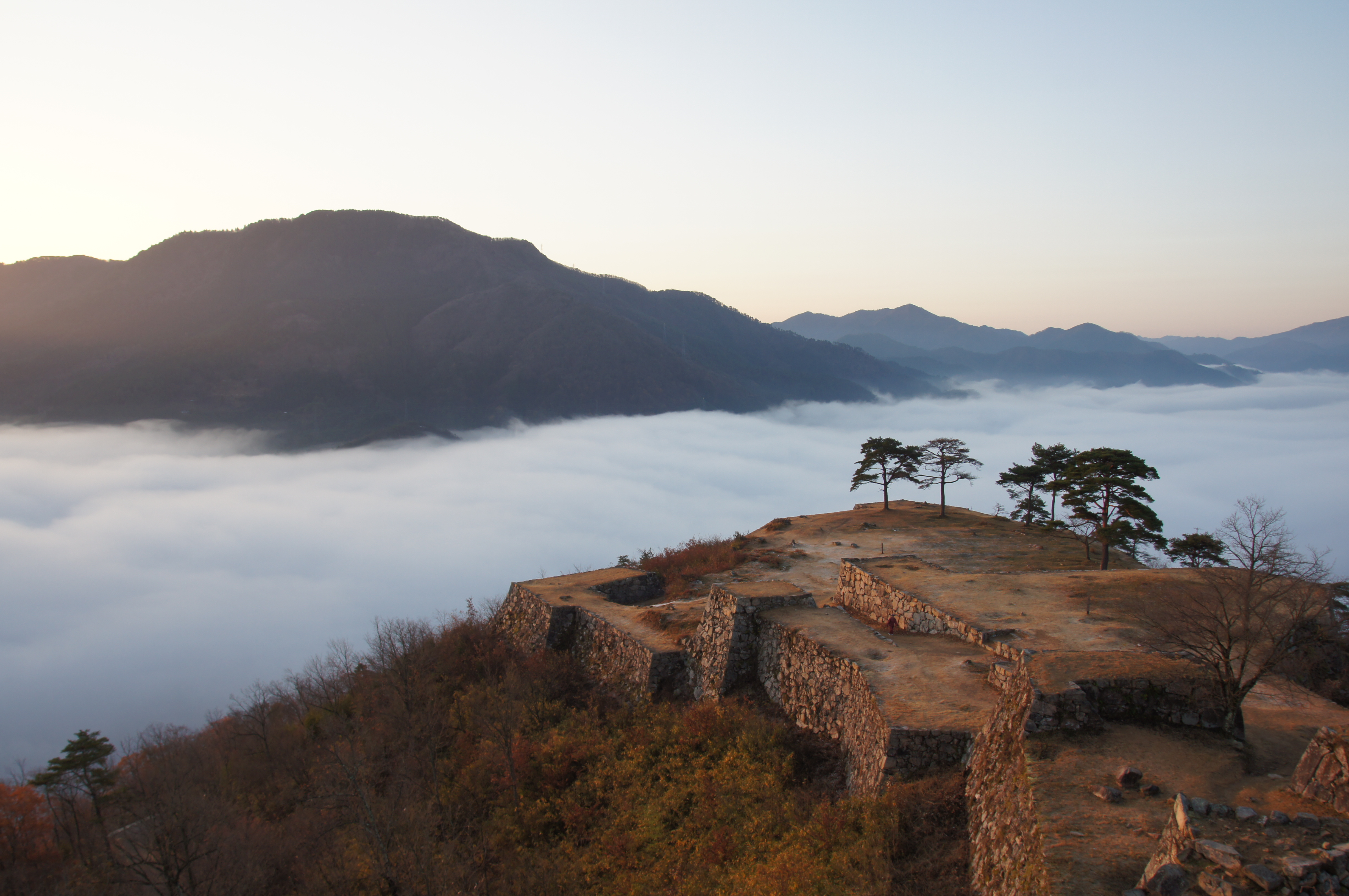
Tàn tích lâu đài Takeda, Asago, Hyōgo
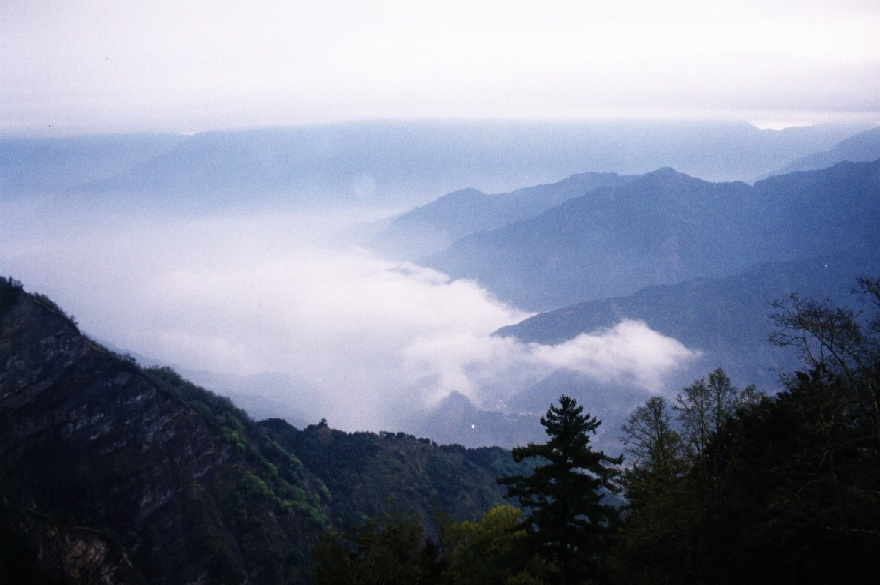
Dãy núi A Lý Sơn, Đài Loan